# Santa Maria al Bagno

Santa Maria al Bagno (anciennement Santa Maria di Bagni) est une station balnéaire italienne, hameau (frazione) de la commune de Nardò située dans les Pouilles et la province de Lecce. Elle est située sur la mer Ionienne.

## Le musée de la mémoire et de l'accueil
Le musée de la mémoire et de l'accueil (Museo della Memoria e dell'Accoglienza) commémore le séjour entre 1943 et 1947 dans la région des Pouilles et particulièrement dans le Salento de milliers de personnes déplacées le plus souvent juives qui ont ensuite émigré principalement vers la Palestine mandataire ou les États-Unis. Les Anglo-Américains avaient choisi cette région car on y trouve de nombreuses résidences secondaires qui pouvaient être facilement réquisitionnées pour y accueillir des réfugiés et qui ont constitué le camp de transit n°34. Le camp s'étendait sur les hameaux de Santa Maria al Bagno, Santa Caterina et Cenate. Le camp était ravitaillé par l'UNRRA. D'autres camps similaires étaient situés à Santa Maria di Leuca et à Santa Cesarea Terme, autres stations balnéaires du Salento. Parmi les réfugiés qui ont transité par la côte du Salento, il faut citer l'écrivain Aharon Appelfeld, alors âgé de quatorze ans environ.
Si les premiers réfugiés venaient de camps d'internement fascistes comme celui de Ferramonti à Tarsia, ceux qui sont arrivés à partir de 1945 venaient de camps nazis comme Mauthausen, Auschwitz, Dachau et Ebensee.
Les collections du musée consistent en photos de cette époque mais les trois pièces les plus importantes sont trois fresques du peintre juif roumain Zvi Miller, qui ornaient la petite maison où se réunissaient les militants du Betar et qui représentent l'espoir sioniste.

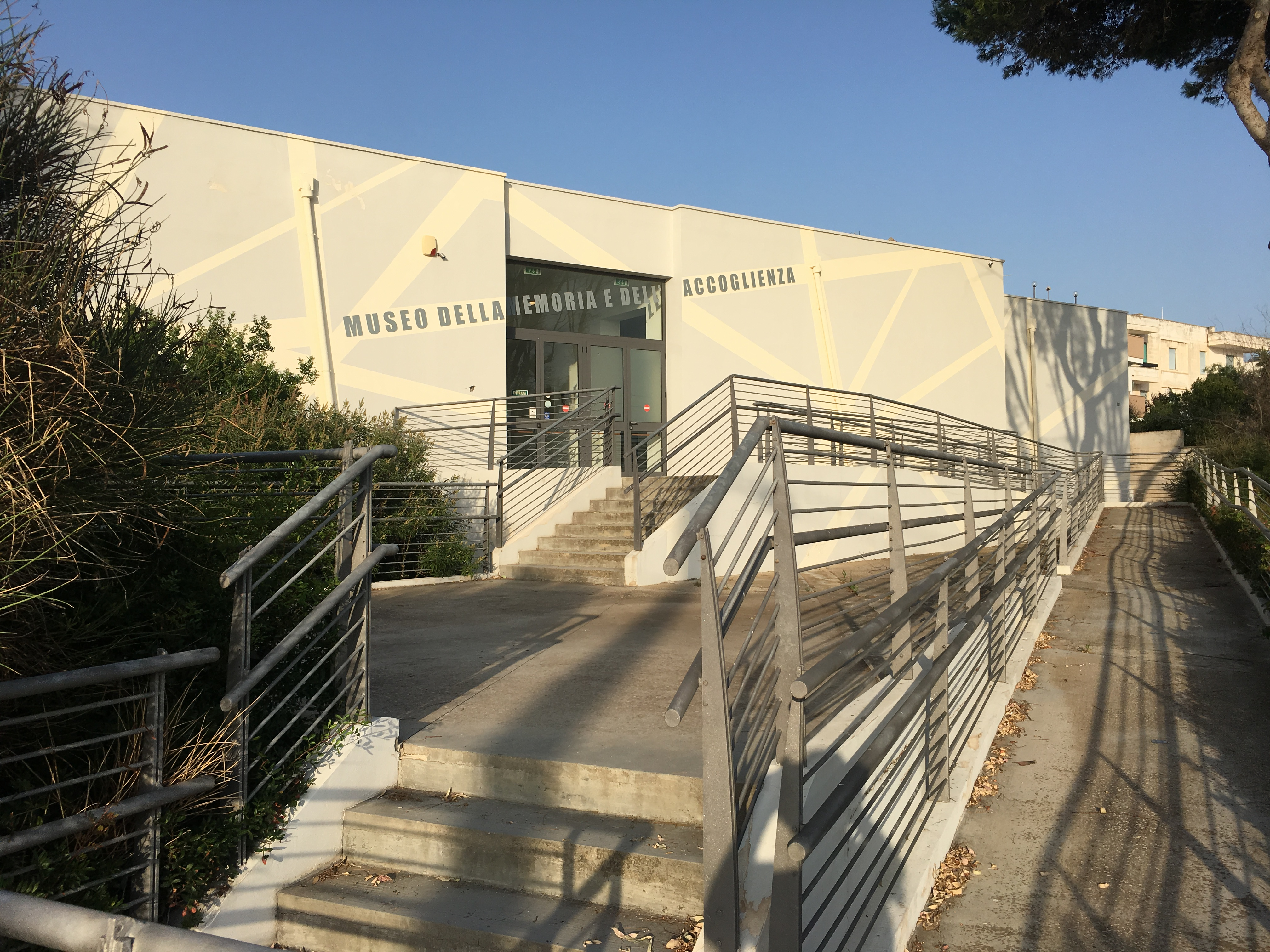
Le musée de la mémoire et de l'accueil à Santa Maria al Bagno
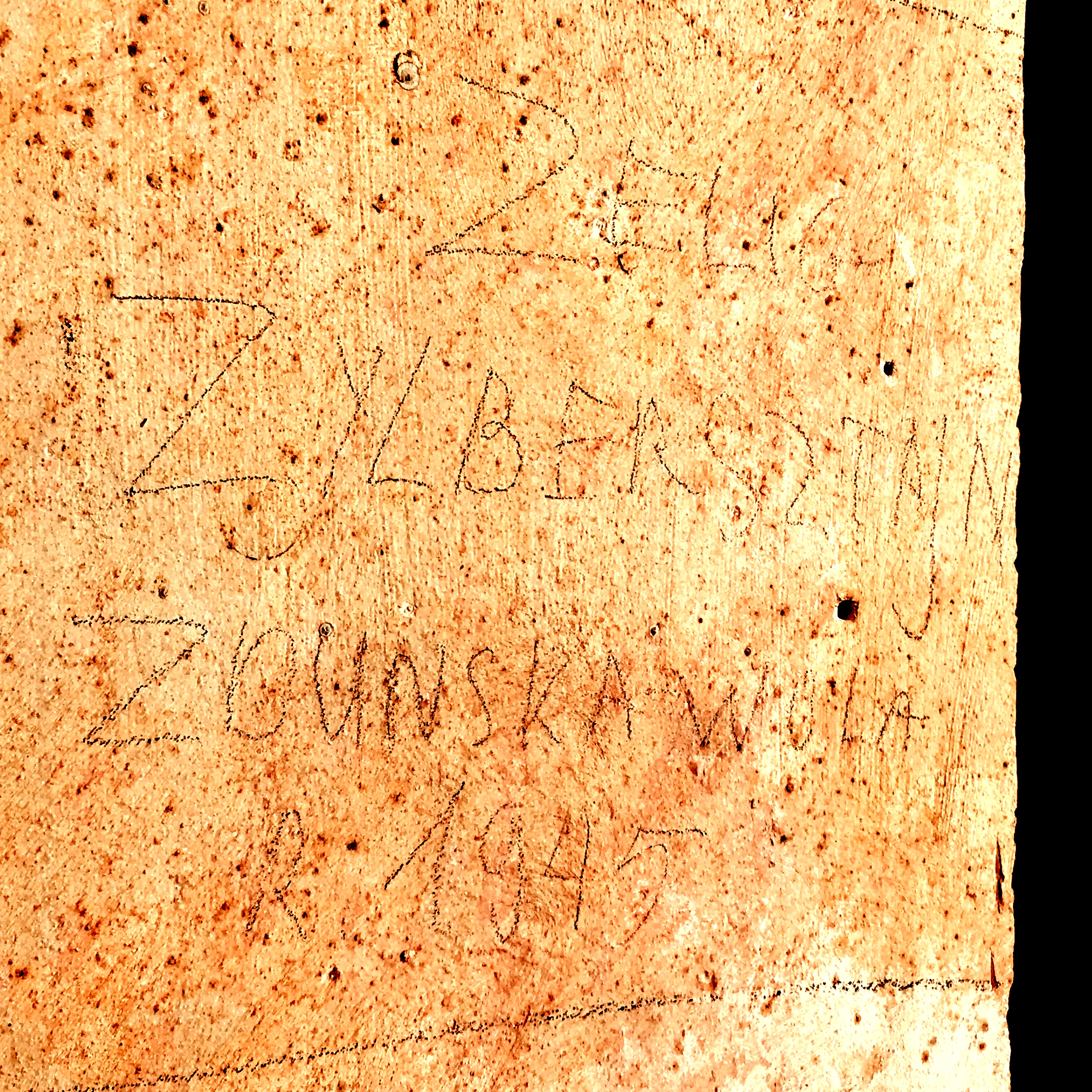
Graffiti laissé dans la villa de Michele à Cenate par le réfugié Zelig Zylberstajn
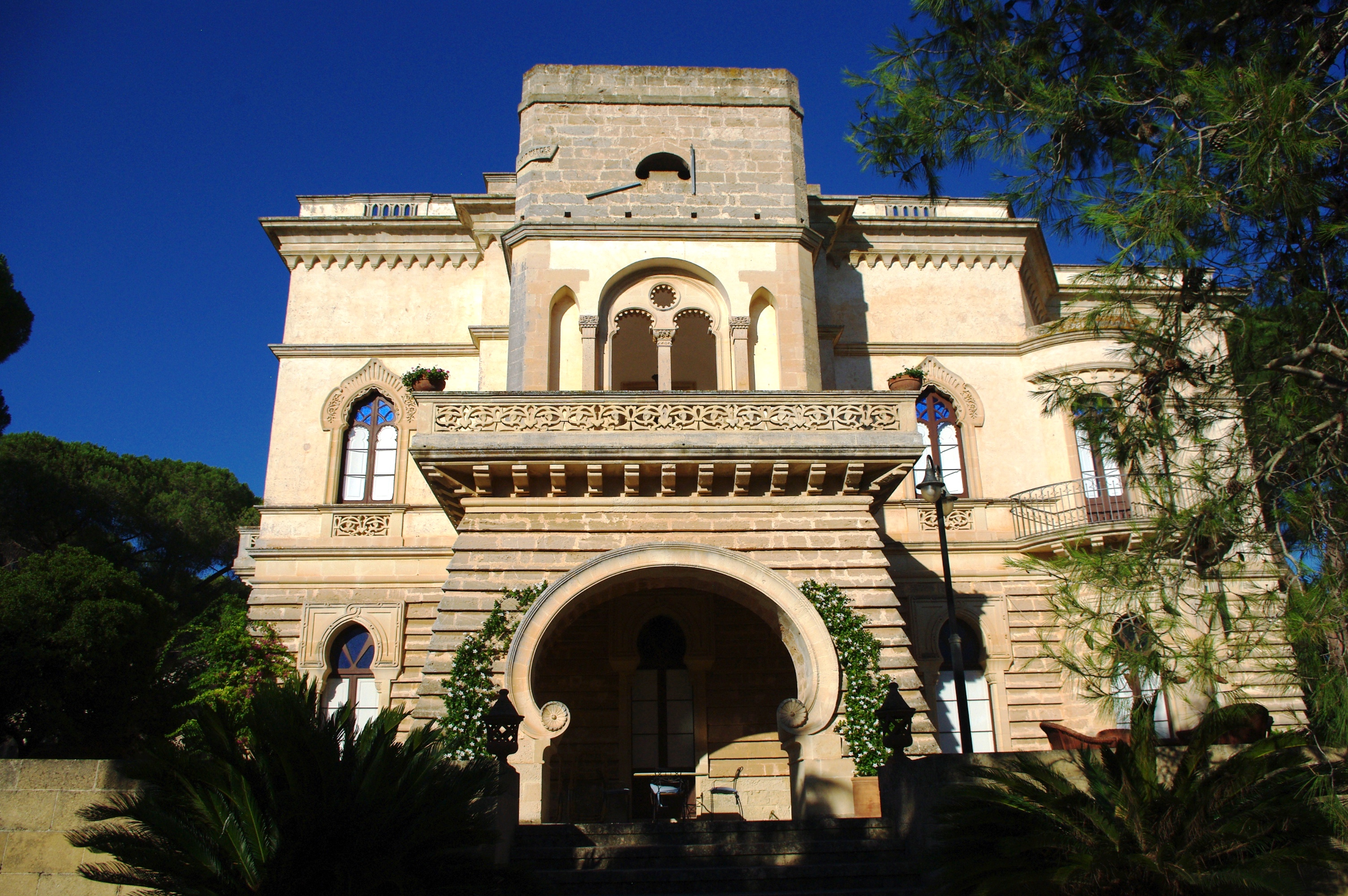
Villa Personé à Cenate, tout près de Santa Maria al Bagno qui servait de mairie au camp de transit n°34
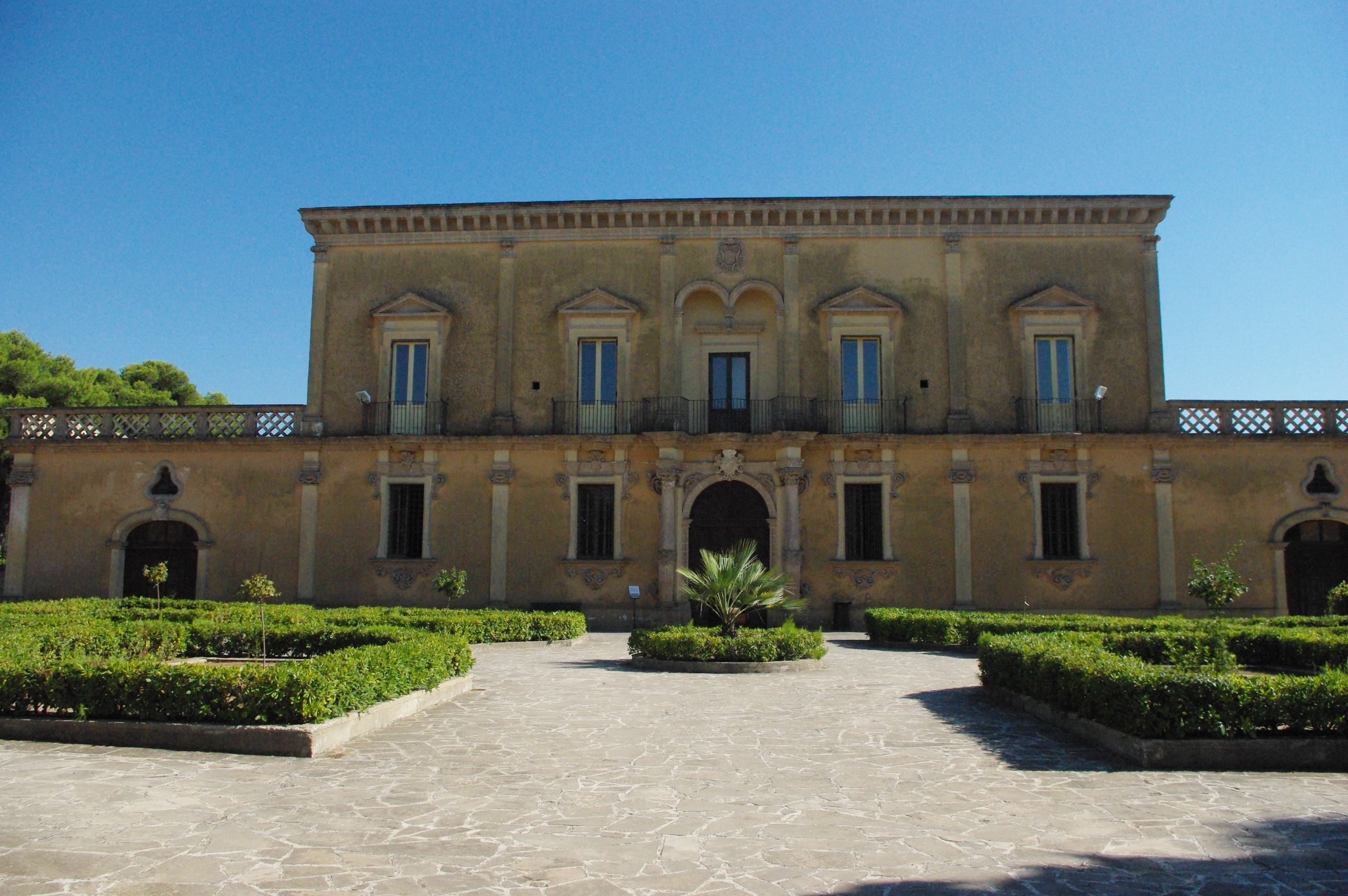
Villa Vescovile (1755) à Cenate qui servait de résidence d'été à l'évêque de Nardo-Gallipoli et qui accueillit aussi des réfugiés juifs